# Hylerpeton dawsoni
Hylerpeton dawsoni és una espècie extinta de microsaure de la família dels gimnàrtrids que visqué durant el Carbonífer superior, fa aproximadament 315-320 milions d'anys. Se n'han trobat restes fòssils a la formació de Joggins de Nova Escòcia (Canadà).
H. dawsoni és l'única espècie del gènere Hylerpeton des que «Hylerpeton» longidentatum fou redescrit com a espècie tipus del nou gènere Andersonerpeton el 2018. Una tercera espècie, «Hylerpeton» intermedium, ja havia estat rebutjada com a nomen dubium a la dècada del 1930.
Les dents d'aquest amfibi tenien les puntes formades en solcs oblics separats per vores afilades, que segurament li eren de gran ajut a l'hora de perforar teixits durs. El seu ventre estava cobert d'escates llargues i estretes.
L'holotip consisteix en una branca mandibular inferior esquerra, separada del cap del fòssil, en el qual es conserva l'extrem anterior de la premaxil·la esquerra.